# Кызылмакташы
Кызылмакташы (каз. Қызылмақташы, до 199? г. — Кораш) — село в Жанакорганском районе Кызылординской области Казахстана. Административный центр и единственный населённый пункт Кырашского сельского округа. Код КАТО — 434056100.

## Население
В 1999 году население села составляло 719 человек (372 мужчины и 347 женщин). По данным переписи 2009 года, в селе проживал 881 человек (445 мужчин и 436 женщин).